# Hoofdreeks

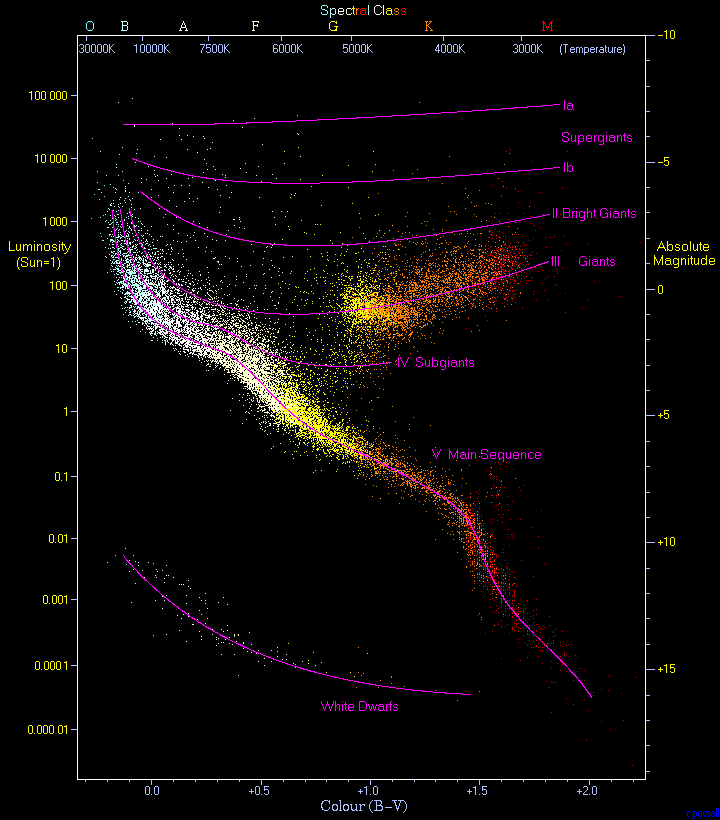
Een Hertzsprung-Russelldiagram toont de absolute magnitude van een ster met de kleurindex (hier in de letters B-V, ofwel Blauw-Visueel). De hoofdreeks is zichtbaar als een duidelijke stijgende lijn van rechtsonder naar linksboven. Dit diagram toont 22.000 sterren van de Hipparcoscatalogus en duizend lichtzwakke sterren (rode en witte dwergen) van de oude Gliese-catalogus van zeer nabije sterren.

In de astronomie is de hoofdreeks een continue en kenmerkende brede band van sterren op een grafiek met de kleurindex tegen de absolute magnitude (zie rechts: V Main Sequence). Deze kleur-magnitude-diagrammen staan bekend als het Hertzsprung-Russelldiagram, vernoemd naar de mede-ontwikkelaars ervan, Ejnar Hertzsprung en Henry Norris Russell. Sterren op deze brede grafiekband worden hoofdreeksster genoemd, oftewel een dwergster. De meeste sterren in het heelal zijn dwergsterren op de hoofdreeks. Ook de Zon is zo'n dwergster.
Nadat een vormende ster voldoende is samengekrompen om over te gaan tot kernfusie, zal ze thermische energie gaan produceren in het compacte gebied in de kern. Hier wordt waterstof door fusie omgezet in helium. Tijdens deze waterstof-naar-helium periode in de levensduur van een ster bevindt zij zich op de hoofdreeks. De positie op de hoofdreeks wordt hoofdzakelijk door de massa van de ster bepaald en in mindere mate ook door het metaalgehalte en de leeftijd. De sterkernen op de hoofdreeks zijn in een hydrostatisch evenwicht, waarbij naar buiten gerichte thermische druk van de hete kern in balans is met de naar binnen gerichte druk van de zwaartekracht van de buitenste lagen van de ster. De in de kern geproduceerde energie vindt door straling of convectie zijn weg naar het steroppervlak en wordt uitgestraald in de fotosfeer. De convectie vindt plaats in de gebieden met hogere temperatuurgradiënten of grote opaciteit voor straling, of in allebei.
De hoofdreeks wordt soms onderverdeeld in hogere en lagere gedeelten, gebaseerd op het dominante proces dat de ster van energie voorziet. In sterren met minder dan anderhalve zonsmassa zullen primair waterstof atomen in een aantal stappen tot helium fuseren, volgens de proton-protoncyclus. Boven deze massagrens, in het hogere deel van de hoofdreeks, gebruikt het proces van nucleaire fusie in de sterren hoofdzakelijk atomen van koolstof, stikstof en zuurstof als tussenstap in de koolstof-stikstofcyclus of CNO-cyclus, om heliumatomen te vormen uit waterstofatomen. In hoofdreekssterren met meer dan twee zonsmassa vindt convectie plaats in het gebied rond de kern, hierdoor wordt de nieuw gemaakte helium in beroering gebracht en blijft er voldoende brandstof aangevoerd worden voor het fusieproces. Onder deze massagrens vindt in de sterkernen het energietransport bijna geheel via straling plaats, met convectieve gebieden nabij het steroppervlak. Hoe minder massa in een hoofdreeksster, hoe groter het deel van de ster waar een convectieve schil zich vormt. In dwergsterren met een totale massa van minder dan 0,4 zonsmassa's vindt convectie in het gehele hemellichaam plaats. Vindt er geen convectie in een sterkern plaats dan ontwikkelt er een heliumrijke kern omgeven door een laag waterstof.
Over het algemeen kan men stellen dat hoe meer massa een ster heeft op de hoofdreeks, hoe korter de levensduur ervan zal zijn. Als alle waterstof opgebrand is in de sterkern, evolueert de ster van de hoofdreeks af en zal ze door evolueren tot een superreus, een rode reus, en daarna een witte dwerg.

## Geschiedenis

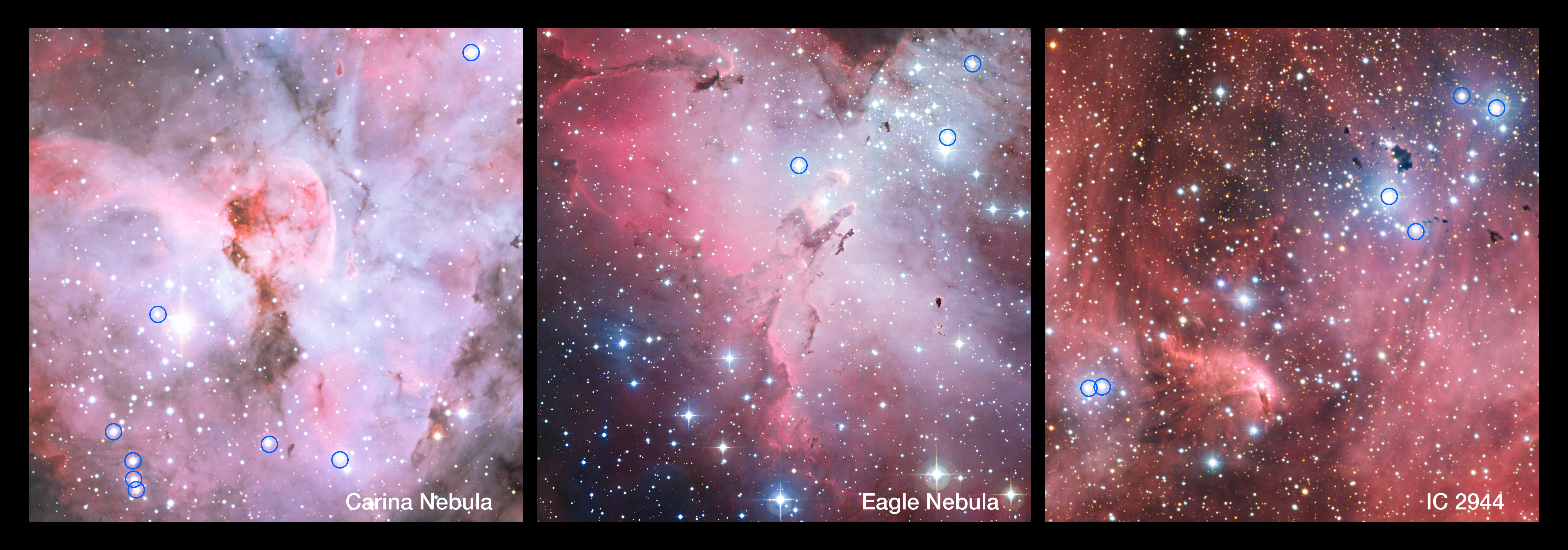
Dit is een weergave van hete en felle type-O hoofdreekssterren in stervormende gebieden. Dit zijn allemaal stervormende gebieden met veel hete, jonge sterren. Daartussen bevinden zich een aantal lichtsterke sterren van spectraaltype O.

In het begin van de 20e eeuw kwam men steeds meer te weten over stertypen en afstanden. Men merkte in de spectra karakteristieke eigenschappen op, aan de hand waarvan ze gecategoriseerd konden worden. Annie Jump Cannon en Edward C. Pickering ontwikkelden aan het Harvard College Observatory een methode voor categorisering die sinds heden te boek staat als het Harvard Classificatie Schema, beter bekend als de spectraalklasse. Dit werd voor het eerst in 1901 gepubliceerd in de Annalen van Harvard.
Het was 1906 in Potsdam dat het de Deense astronoom Hertzsprung opviel dat de roodste sterren - geclassificeerd als K en M in het Harvard schema - in twee duidelijke groepen konden worden onderverdeeld. Deze sterren waren of veel feller dan de zon, of veel zwakker. Om het onderscheid duidelijk te maken noemden hij ze "reuzenster" en "dwergster". Het jaar erop begon hij met een studie van sterrenhopen; grote groepen sterren die dicht bij elkaar staan. Hij publiceerde de eerste grafieken van kleur versus lichtkracht van deze sterren. Hierop verscheen een duidelijk karakteristieke en doorlopende lijn van sterren, die hij toen de hoofdreeks noemde.
Henry Norris Russell was op Princeton met een zelfde soort onderzoek bezig. Hij bestudeerde de relatie tussen de spectrale classificatie van sterren en de absolute magnitude. Hij gebruikte hiervoor door Harvard gecategoriseerde sterren met een betrouwbare parallax. In de verkregen grafiek viel hem op dat dwergsterren een kenmerkende lijn vertoonden. Hierdoor kon voor het eerst de absolute helderheid van een dwergster voorspeld worden met een redelijke nauwkeurigheid.
Van de rode sterren uit de observaties van Hertzsprung, volgden alleen in de dwergsterren ook de door Russell ontdekte verhouding van spectraalklasse en absolute helderheid. De reuzensterren zijn onder andere veel lichtsterker dan dwergen en vertoonden dan ook niet dezelfde verhouding. Russell stelde daarom voor dat "reuzensterren een lagere dichtheid of fellere steroppervlakken moesten hebben", waarbij het tegenovergestelde dan gold voor dwergsterren. Op zijn grafiek stonden ook een paar zeer zwakke witte sterren.
De term Hertzsprung-Russelldiagram werd in 1933 door Bengt Strömgren geïntroduceerd voor het lichtkracht-spectraalklasse diagram. De naam geeft mooi weer hoe beiden mannen deze techniek eerder die eeuw parallel ontwikkelden.
Toen de evolutionaire voorspellingsmodellen voor sterren werden ontwikkeld in de jaren 30 van de 20e eeuw, werd ontdekt dat voor sterren met een uniforme chemische samenstelling geldt dat er een verband is tussen de stermassa, de lichtkracht en de straal. Dit staat bekend als de Vogt-Russell stelling, vernoemd naar Duits astronoom Heinrich Vogt en Henry Norris Russell. Aan de hand van de positie op de hoofdreeks en de chemische samenstelling kon nu de stermassa en radius worden bepaald. Men kwam kort erna wel tot de conclusie dat de stelling niet compleet betrouwbaar blijkt voor sterren met een afwijkende samenstelling.
Een gedetailleerdere versie voor sterclassificatie werd in 1943 gepubliceerd door astronomen William Wilson Morgan en Philip Childs Keenan. Deze MK classificatie gaf elke ster een spectraalklasse - gebaseerd op het Harvard schema - en een klasse van lichtkracht. Het Harvard classificatiesysteem was ontworpen om elke ster een andere letter te geven, gebaseerd op de potentie van de waterstof spectraallijn, voordat het verband tussen de spectra en de oppervlaktetemperatuur ontdekt was. Wanneer de sterren gerangschikt werden op temperatuur en de gedupliceerde sterklassen waren verwijderd, bleven de huidige spectraalklassen over. De hoogste temperatuur eerst, met kleuren die gaan van blauw tot rood, worden verdeeld in de letterreeks: O, B, A, F, G, K en M. Een handig ezelsbruggetje om dit te onthouden is de Engelse grappige zin: Oh, Be A Fine Girl/Guy, Kiss Me! (Och, Blijf Anders een Fijne Gozer/Griet en Kus Me!) De lichtkracht klasse, in Romeinse cijfers, reikte van I tot V, waarbij I de hoogste lichtkracht klasse is. Klasse V is hierbij de hoofdreeks.
De verste hoofdreeksster ooit is in april 2018 door astronomen gevonden en deze hebben haar Icarus genoemd, de wetenschappelijke naam is MACS J1149 Lensed Star1. Ze ligt op een afstand van 9,34 miljard lichtjaar van de Aarde.

## Vormingsproces en sterevolutie
Een protoster vormt door het overschrijden van de Jeans-instabiliteit in een moleculaire wolk van gas en stof in het interstellair medium. De initiële massa is een homogeen geheel, van bijvoorbeeld 70% waterstof, 28% helium en minimale hoeveelheden van andere elementen en stoffen (metalen genoemd). De beginmassa van een ster hangt af van de omstandigheden in de wolk. Er bestaat in de astronomie een zogeheten initiële massa functie (IMF) die de massadistributie van vormende sterren beschrijft. Tijdens deze ineenstorting wordt er energie opgewekt door het samenknijpen van de ster door zwaartekracht. Wordt de juiste dichtheid bereikt voor kernfusie, zal deze exotherme reactie energie gaan creëren via het proces dat waterstof omzet in helium.
Wanneer kernfusie van waterstof de belangrijkste energieopwekking wordt van een ster en
het energieoverschot van de samentrekking onder invloed van de zwaartekracht is weggeëbd, ligt de ster op een kromme op het Hertzsprung-Russelldiagram (of HR diagram) dat de standaard hoofdreeks wordt genoemd. In het Engels noemt men dit ook wel de "zero age main sequence", of ZAMS. Dit kan men vertalen als de "hoofdreeks op de beginleeftijd". Dit betekent dat het vormingsproces is afgerond en waterstoffusie plaatsvindt. Hoe kleiner de ster, hoe langer dit vormingsproces duurt, wat miljoenen jaren in beslag kan nemen. Met computermodellen kunnen de eigenschappen van een ster op de ZAMS kromme worden voorspeld. Normaal gesproken zal vanaf dit punt de lichtkracht en oppervlaktetemperatuur van een ster toe gaan nemen met haar leeftijd.
Een ster zal nabij haar startpositie op de hoofdreeks blijven totdat er een substantiële hoeveelheid waterstof in de sterkern is verbruikt. Hierna zal de ster gaan veranderen in een fellere ster. Op het HR-diagram beweegt de ster dan naar rechtsboven van de hoofdreeks af. De hoofdreeks representeert de primaire waterstofverbrandingsfase in het leven van een ster.

## Eigenschappen
Het overgrote deel van sterren op een doorsnee HR-diagram zal op de kromme van de hoofdreeks liggen. Deze kromme is zo duidelijk omdat zowel de spectraalklasse als de lichtkracht bijna totaal afhankelijk zijn van de stermassa, zolang deze waterstof in de kern fuseert - wat sterren het grootste deel van hun actieve leven doen.
De stertemperatuur bepaalt de spectraalklasse via het effect op de eigenschappen van het plasma in de fotosfeer. De uitgestraalde energie van een ster en de dominante golflengte ervan worden beïnvloed door zowel haar temperatuur als de chemische samenstelling. Een belangrijke indicator van deze energieverdeling is de kleurindex B - V, waarin de magnitude wordt gemeten in blauw (B) en groengeel (V) licht door een filtersysteem. Dit verschil in magnitude geeft een meting voor de stertemperatuur.

## De dwergster benaming
Hoofdreekssterren worden dwergsterren genoemd, echter is deze terminologie deels historisch en kan het ook wat verwarrend zijn. Voor de koelere dwergsterren zoals de rode dwerg, de oranje dwerg en de gele dwerg, klopt het dat ze inderdaad een stuk kleiner en minder fel zijn dan de andere sterren van die kleur. Daarentegen is er bij de hetere witte en blauwe sterren veel minder verschil tussen de "dwergster" op de hoofdreeks en de "reuzenster" die er niet thuishoort. Voor de allerheetste sterren is het verschil zelfs niet direct observeerbaar meer. Voor deze sterren geldt dat het verschil tussen de "dwerg" en "reus" variant in de spectraallijnen duidelijk zichtbaar is en daarmee of deze tot de hoofdreeks wordt gerekend. Ondanks deze minimale verschillen worden de extreem hete hoofdreekssterren nog steeds soms een dwergster genoemd ondanks dat ze nagenoeg dezelfde omvang en lichtkracht hebben van reuzensterren met dezelfde temperatuur.
Het wijdverbreide gebruik om een ster op de hoofdreeks als dwergster te bestempelen is in nog een ander opzicht verwarrend, omdat er tevens dwergsterren bestaan de helemaal niet op de hoofdreeks thuishoren. Witte dwergen zijn de overgebleven kernen van sterren na de planetaire nevel levensfase. Deze sterren zijn veel kleiner dan hoofdreekssterren, met een omvang slechts zoals de Aarde. Het is de finale vorm in de evolutie van heel veel hoofdreekssterren.

## Grootheden en andere eigenschappen

Overzicht van elke spectraalklasse van de hoofdreeks.

Door een ster als een ideale uitzender te beschouwen, oftewel als een zwarte straler, is er een verband tussen de lichtkracht L en de straal R met de effectieve temperatuur Teff, aangetoond met de wet van Stefan-Boltzmann:
{\displaystyle L=4\pi \sigma R^{2}T_{eff}^{4}}
hier is σ de constante van Stefan-Boltzmann. Wanneer de positie van een ster op het HR-diagram de lichtkracht weergeeft, kan men met deze formule de straal van de ster berekenen.
De massa, straal en lichtkracht van een ster van een ster zijn nauw aan elkaar verwant, de waarden ervan kunnen worden benaderd met drie formules. Allereerst is er de wet van Stefan-Boltzmann, waarin de lichtkracht L, de straal R en de oppervlaktetemperatuur Teff kunnen worden berekend. De tweede is de massa-lichtkrachtrelatie, voor een verband tussen de lichtkracht L en de massa van de ster M. En als laatste is het verband tussen M en R nagenoeg lineair.
Voor sterren met een massa minstens zoals de Zon, waarin de koolstof-stikstofcyclus plaatsvindt, geld de formule ε = L/M voor de energieproductie per massa eenheid. ε verhoud zich tot TI15, waarin TI de kerntemperatuur is.

### Voorbeeldsterren
In onderstaande tabel vindt men grootheden die typisch zijn voor sterren op de hoofdreeks. De waarden van lichtkracht (L), straal (R) en massa (M) zijn in verhouding tot de Zon - een dwergster met de spectraalklasse G2 V. De daadwerkelijke waarden voor een ster kunnen afwijken met 20%-30% van onderstaande cijfers.
| Spectraalklasse | Straal | Massa | Lichtkracht  | Temp   | Voorbeeld ster:          |
| Spectraalklasse | R☉     | M☉    | L☉           | K      | Voorbeeld ster:          |
| --------------- | ------ | ----- | ------------ | ------ | ------------------------ |
| O9,5            | 08,5   | 20    | 091.000      | 34.000 | Zeta Ophiuchi            |
| B0              | 06,5   | 15    | 020.400      | 31.000 | Tau Scorpii              |
| B7              | 03,1   | 03,8  | 00,0288      | 12.460 | Regulus A                |
| A0              | 02,5   | 03,2  | 000,080      | 10,800 | Alpha Coronae Borealis A |
| A7              | 01,3   | 01,8  | 000,010,6    | 07.550 | Altair                   |
| F0              | 01,3   | 01,7  | 000,006      | 07.240 | Gamma Virginis           |
| F6              | 01,3   | 01,24 | 000,002,8    | 06.620 | Tabit (Pi3 Orionis)      |
| G0              | 01.05  | 01.10 | 000,001.26   | 05.920 | Beta Comae Berenices     |
| G2              | 01.00  | 01.00 | 000,001.00   | 05.780 | Zon                      |
| G5              | 00,93  | 00,93 | 000,000,79   | 05.610 | Alpha Mensae             |
| K0              | 00,85  | 00,78 | 000,000,40   | 05.240 | 70 Ophiuchi A            |
| K5              | 00,74  | 00,69 | 000,000,16   | 04.410 | 61 Cygni A               |
| M0              | 00,51  | 00,60 | 000,000,072  | 03.800 | Lacaille 8760            |
| M5              | 00,32  | 00,21 | 000,000,0079 | 03.120 | EZ Aquarii A             |
| M6              | 00,18  | 00,11 | 000,000,0002 | 02.800 | Wolf 359                 |

## Energiegeneratie

Logaritme van de relatieve energieopbrengst (ε) van de proton-protoncyclus (PP), de koolstof-stikstofcyclus (CNO) en het triple-alfaproces bij verschillende temperaturen. De stippellijn toont de gecombineerde energieopbrengst van zowel de PP als de CNO in een ster. In de kern van onze Zon is de temperatuur voor PP efficiënter.

Alle sterren op de hoofdreeks hebben een kerngedeelte in zich waar energie wordt opgewekt door kernfusie. De temperatuur en het dichtheidsniveau van dit kerngebied zijn van waarden die nodig zijn om voldoende energie te produceren waardoor het overige deel van de ster in stand blijft. Wanneer deze energieproductie afneemt, zal de omliggende massa de sterkern harder samenknijpen, wat meteen weer een toename van kernfusie activiteit tot gevolg heeft, door de toegenomen druk en temperatuur. Op dezelfde wijze zal een toegenomen energieproductie in de sterkern de ster doen uitzetten en neemt de druk op de sterkern hierdoor wat af. Op deze wijze vormen sterren een zelfregulerend systeem met een stabiel hydrostatisch evenwicht dat stabiel zal blijven tijdens de levensfase op de hoofdreeks.
Hoofdreekssterren gebruiken twee typen van waterstoffusie, waarbij de energieproductie afhankelijk is van de temperatuur in het gebied van de sterkern. Astronomen verdelen de hoofdreeks in een hoger en een lager deel, al naargelang welk van de twee waterstoffusies de grootste energieproductie heeft in een ster. In het lagere deel wordt energie vooral opgewekt door de proton-protoncyclus, wat waterstofatomen direct in helium omzet. Sterren in het hogere gedeelte van de hoofdreeks hebben voldoende temperatuur in de sterkern om de koolstof-stikstofcyclus op een efficiënte manier plaats te laten vinden. (Zie de grafiek.) Deze vorm van kernfusie gebruikt atomen van koolstof, stikstof en zuurstof als tussenstap in het proces om waterstof in helium om te zetten.
Bij een kerntemperatuur van 18 miljoen K in een ster zijn de proton-protoncyclus en de koolstof-stikstofcyclus even zo efficiënt en zullen beide in dit geval de helft van de lichtkracht van de ster aanleveren. Dit geldt voor sterren met anderhalve zonsmassa. Het hogere deel van de hoofdreekssterren bestaat dan ook uit sterren met een grotere massa dan 1,5 M☉. Ruwweg genomen kan gesteld worden dat sterren met spectraalklasse F of koeler behoren tot het lagere deel van de hoofdreeks, terwijl sterren met spectraalklasse A of heter tot de hogere hoofdreeks behoren. De overgang van de ene dominante vorm waterstoffusie naar de andere gebeurt in minder dan een enkele zonsmassa. In het geval van de Zon, met 1 zonsmassa, wordt slechts 1,5% van de energie geproduceerd door de koolstof-stikstofcyclus. Bezit een ster 1,8 zonsmassa of meer zal bijna de gehele energieproductie van de koolstof-stikstofcyclus komen.
Volgens de observaties is de uiterste massalimiet voor een hoofdreeksster tussen 120 en 200 zonsmassa. De theoretische verklaring voor deze bovengrens is dat sterren met nog meer massa onvoldoende energie snel genoeg kunnen uitstralen om een stabiel hemellichaam te blijven vormen. Extra aangetrokken massa zal worden afgeworpen in een serie van pulseringen totdat de stabiele grens bereikt wordt. De uiterste ondergrens om een proton-protoncyclus op gang te brengen is ongeveer 0,08 zonsmassa, oftewel 80 maal de massa van Jupiter. Onder deze grens vindt men de bruine dwergen. Deze zijn niet in staat om een proton-protoncyclus op gang te brengen, maar fuseren wel deuterium en lithium.

## Structuur

Dwarsdoorsnede van een Zon-achtige ster. Er is hier o.a. een convectiezone en een stralingszone te zien in de innerlijke structuur.

Omdat er een temperatuurverschil is tussen een sterkern en het steroppervlak, of fotosfeer, wordt energie naar buiten afgevoerd in een ster. De twee manieren waarop deze energie wordt getransporteerd zijn straling en convectie. Een stralingszone, waar de energie dus via straling wordt verplaatst, is te solide voor convectie en er vindt zeer weinig vermenging van het plasma plaats. In een convectiezone vindt energietransport plaats door grote beweging in het plasma, waarin de hetere materie stijgt en koeler plasma daalt. Convectie is een efficiëntere manier om energie te transporteren, maar vindt alleen plaats bij grote temperatuurverschillen.
In grote sterren (boven 10 zonsmassa) is de mate van energieproductie van de koolstof-stikstofcyclus erg gevoelig voor de temperatuur, zodat de kernfusie zeer geconcentreerd rond en in de kern plaatsvindt. Hierdoor ontstaat er een hoge temperatuurgradiënt in het gebied rond de kern, waardoor een convectiezone ontstaat voor efficiëntere energietransport. Door deze vermenging van materie rond de sterkern wordt de nieuw gevormde helium verwijderd uit het waterstof fuserend gebied. Hierdoor kan een ster veel meer van haar waterstof fuseren tijdens de levensfase op de hoofdreeks. De buitenste schil van zo'n grote ster transporteert energie wel via straling, met bijna geen of helemaal geen convectie.
Sterren van middelmatige grootte zoals Sirius transporteren energie hoofdzakelijk via straling, met een klein gebied van convectie in de kern. Sterren met een lagere massa, zoals de Zon, hebben een te stabiel kerngebied voor convectie. In de buitenste lagen van zo'n ster vindt wel vermenging door convectie plaats. Als gevolg hiervan is er een constante ophoping van helium in de kern, omgeven door een waterstofrijke schil. Voor koudere sterren met minder dan 0,4 zonsmassa geldt dat deze geheel convectief zijn. Daarom wordt de in de kern geproduceerde helium voor deze minder massieve sterren door het gehele hemellichaam gedistribueerd, hierbij ontstaat er een relatieve uniforme samenstelling. Sterren onder vier tiende zonsmassa hebben vanwege de uniforme convectie tevens een in verhouding langere levensloop op de hoofdreeks.

## Lichtkracht/kleur verschil

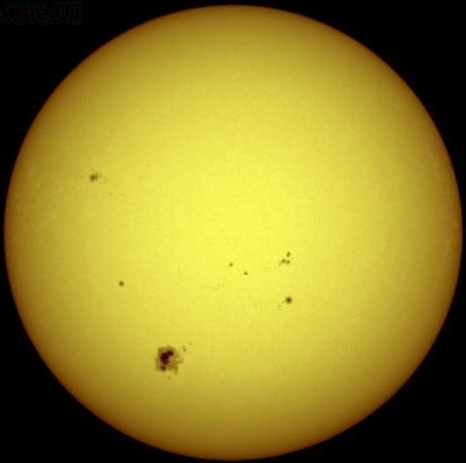
De Zon is het best bekende voorbeeld van een hoofdreeksster.

Omdat helium, als dat zelf (nog) niet fuseert, ophoopt in de kern van een hoofdreeksster, neemt de beschikbaarheid van waterstof langzaam af en daarmee ook de fusiesnelheid. Aangezien de uitvloeiing van energie die bij kernfusie ontstaat de drijvende kracht is achter het afhouden van de buitenste lagen van een ster, wordt dat door deze opbouw van helium minder. De buitenste lagen persen de kern nu harder samen waardoor weer hogere temperaturen en druk ontstaan. Beide factoren verhogen de fusiesnelheid en dus beweegt het evenwicht in de ster naar een kleinere, meer compacte en hetere kern, die dan meer energie produceert. Deze hogere energieproductie zal door de uitvloeiing van energie de buitenste lagen van de ster naar buiten doen uitzetten. Met het verloop van tijd zal een hoofdreeksster dus in lichtkracht en straalgrootte toenemen. In het geval van onze Zon was de lichtkracht in het begin van haar leven slechts 70% van wat deze nu is. Als een ster ouder wordt, verandert ook haar positie op het Hertzsprung-Russelldiagram. Dit proces betekent een verbreding van de hoofdreeks grafieklijn op het HR, het is een brede band en dus geen strakke, nauwe lijn.
Andere factoren waardoor de hoofdreeks in een grafiek breder wordt zijn de onzekerheid in de afstandsbepaling van sterren en de aanwezigheid van onopgemerkte dubbelsterren, wat de geobserveerde waarden kan beïnvloeden. Echter zouden bij alleen maar perfecte observaties ook een brede band worden gemaakt en geen strakke lijn, omdat massa niet de enige eigenschap is die de kleur en lichtkracht van sterren bepaalt. Verschillen in chemische samenstelling veroorzaakt door de initiële vormingsmaterie, de ster haar evolutionaire status, interactie met één of meerdere dubbelsterren, een snelle stellaire rotatie of een stellair magneetveld kunnen een kleine invloed hebben op de positie van een ster op het HR-diagram, om maar een paar factoren te noemen. Een goed voorbeeld hiervan zijn de subdwergen. Deze klasse VI sterren hebben een laag metaalgehalte (met metaalgehalte wordt hier bedoeld: met een laag aandeel aan elementen met een atoomnummer hoger dan helium) en daarom liggen ze onder de hoofdreeks (V) op het HR. Het zijn sterren die precies als op de hoofdreeks waterstof fuseren maar door de samenstelling zijn de lichtkracht en omvang fors minder.
Een specifiek schuin verticaal gebied op het Hertzsprung-Russelldiagram staat bekend als de instabiliteitsstrip. Hierin staan pulserende, veranderlijke sterren zoals de Cepheïden. Deze sterren veranderen van lichtkracht in een regelmatig patroon, wat als een pulserend effect gezien kan worden. De strip doorkruist een bovenste deel van de hoofdreeks in de spectraalklasse A tot en met F, dat zijn sterren tussen 1 en 2 zonsmassa. De pulserende sterren die op dit gezamenlijke gedeelte van de instabiliteitsstrip en de hoofdreeks vallen zijn de Delta Scuti-veranderlijken. Deze hoofdreekssterren vertonen slechts een kleine verandering in magnitude en dit is daarom ook moeilijk te observeren. Er zijn ook andere veranderlijke hoofdreekssterren, zoals de Beta Cephei-veranderlijken, die niet op deze instabiliteitsstrip te vinden zijn.

## Levensduur

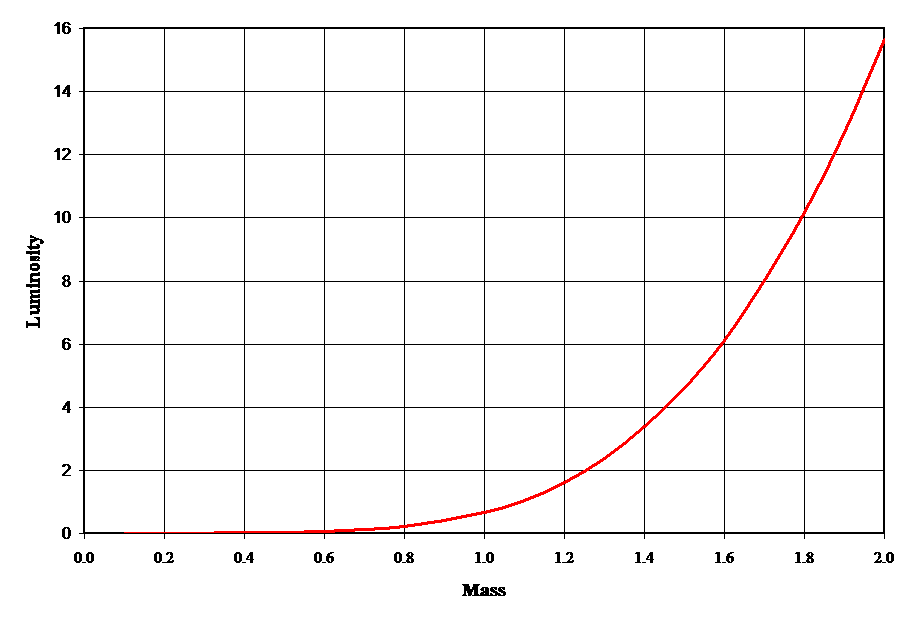
Voorbeeldgrafiek voor een massa-lichtkracht relatie van een hoofdreeksster.

De totale energiehoeveelheid die een ster kan produceren door middel van kernfusie van waterstof hangt af van de hoeveelheid waterstof die er in de kern verbrand kan worden. Een ster is alleen in evenwicht wanneer de in de kern opgewekte energie ten minste gelijk is aan de hoeveelheid uitgestraalde energie aan haar oppervlak. Als de lichtkracht van een ster dus bekend is, is ook de hoeveelheid energie die uitgestraald wordt bekend. Daarom kunnen astronomen de totale levensduur bepalen van een hoofdreeksster aan de hand van de lichtkracht.
Wanneer een ster met ten minste 0,5 zonsmassa haar waterstof uit de sterkern heeft opgemaakt, zal deze gaan uitzetten en een rode reus worden. Als rode reus kan een ster bij voldoende temperatuur heliumatomen gaan fuseren om zo koolstof te maken. De energie die kernfusie van helium per massaeenheid oplevert, is slechts zo'n tiende van wat waterstoffusie opbracht. Hierbij zal de lichtkracht van de ster toenemen. Deze fase van heliumverbranding is veel korter dan de tijd die een ster heeft doorgebracht op de hoofdreeks. Zo zal onze Zon slechts 130 miljoen jaar helium fuseren, terwijl de waterstoffusie 12 miljard jaar zal duren. Deze verhouding geldt voor alle sterren boven 0,5 zonsmassa en daarom zal bij observatie 90% van zulke sterren zich op de hoofdreeks bevinden. Gemiddeld genomen zal een ster eigenschappen hebben volgens de empirische functie van de massa-lichtkrachtrelatie. De lichtkracht (L) van de ster staat ruwweg in verhouding tot de totale massa (M) volgens deze machtsfunctie:
{\displaystyle {\begin{smallmatrix}L\ \propto \ M^{3.5}\end{smallmatrix}}}
Deze functie gaat op voor hoofdreekssterren met een massa tussen 0,1 en 50 zonsmassa.
De hoeveelheid beschikbare brandstof voor kernfusie is proportioneel met de massa van de ster. Daarom kan de levensduur van een hoofdreeksster geschat worden door het met een evolutionair model te vergelijken. De Zon bevindt zich nu 4,5 miljard jaar op de hoofdreeks en zal naar verwachting een rode reus worden over nog eens 6,5 miljard jaar. Haar totale levensduur op de hoofdreeks zal ongeveer 1010 jaar zijn, oftewel 10 miljard jaar. Daarom kan men stellen:
{\displaystyle {\begin{smallmatrix}\tau _{\rm {MS}}\ \approx \ 10^{10}{\text{years}}\cdot \left[{\frac {M}{M_{\bigodot }}}\right]\cdot \left[{\frac {L_{\bigodot }}{L}}\right]\ =\ 10^{10}{\text{years}}\cdot \left[{\frac {M}{M_{\bigodot }}}\right]^{-2.5}\end{smallmatrix}}}
Waarbij M en L de massa en de lichtkracht van de ster voorstellen, {\displaystyle {\begin{smallmatrix}M_{\bigodot }\end{smallmatrix}}} is een zonsmassa en {\displaystyle {\begin{smallmatrix}L_{\bigodot }\end{smallmatrix}}} de lichtkracht van de Zon. {\displaystyle \tau _{\rm {MS}}} staat voor de geschatte levensduur op de hoofdreeks.
Ondanks dat grotere sterren meer brandstof voor hun kernfusie hebben, verblijven ze niet langer op de hoofdreeks dan kleinere sterren. Dit komt omdat ze in verhouding ook meer energie gaan uitstralen. De toestandsvergelijking van sterren dicteert voor grotere exemplaren dat om het evenwicht te bewaren, de naar buiten gerichte druk van uitgestraalde energie uit de sterkern, de kolossale naar binnen gerichte druk van de zwaartekracht het hoofd zal moeten bieden. Hierdoor zullen de meest massieve sterren slechts een paar miljoen jaar op de hoofdreeks staan, terwijl dat voor sterren met slechts een tiende zonsmassa een biljoen jaar kan duren.
De precieze massa-lichtkrachtverhouding hangt af van hoe efficiënt energie kan worden getransporteerd van de kern naar het oppervlak. Een hogere opaciteit betekent een isolerend effect dat meer energie in de kern bewaart, waardoor een ster minder energie hoeft te produceren om een hydrostatisch evenwicht te bewaren. Het omgekeerde is ook waar: een lagere opaciteit betekent meer energieverlies en dus zal een ster meer moeten produceren om in balans te blijven. Wordt de opaciteit echter dusdanig hoog dat het transport verandert in convectie dan gaan er andere voorwaarden gelden voor het hydrostatisch evenwicht in een ster.

## Paden van evolutie

Evolutionair pad van een ster zoals de Zon in een lichtkracht-temperatuur diagram.

Als een hoofdreeksster al haar waterstof uit de sterkern heeft opgebruikt, zal door het verlies van deze energieopwekking de zwaartekracht de ster doen ineenkrimpen, terwijl de ster van de hoofdreeks af evolueert. Hierna volgen meerdere mogelijke paden op het Hertzsprung-Russelldiagram, afhankelijk van de massa, samenstelling en andere factoren.
Zo voorspelt men bijvoorbeeld dat sterren met minder dan 0,23 zonsmassa gelijk een witte dwerg worden, nadat het opwekken van energie door kernfusie van waterstof in de kern gestopt is. Alhoewel er nog geen ster in ons heelal oud genoeg is geworden om dat te bewijzen.

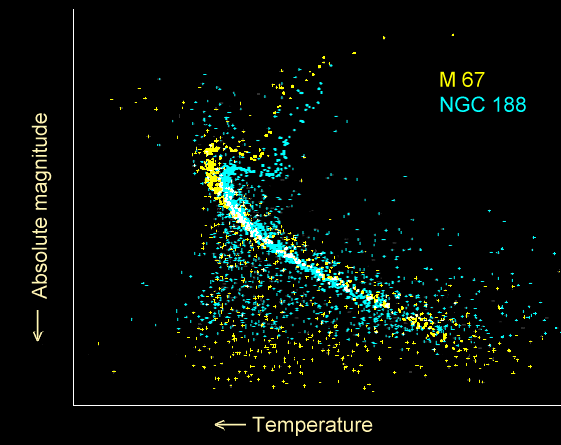
Hertzsprung-Russelldiagram van twee open sterhopen: NGC 188 (blauw) is ouder en vertoont minder verlaters van de hoofdreeks dan M67 (geel). De stipjes buiten de twee reeksen zijn voornamelijk voorgrond- en achtergrondsterren met geen connectie tot de sterhopen.

Voor sterren met meer massa dan 0,23 zonsmassa geldt dat het waterstof dat de heliumkern omgeeft voldoende temperatuur en druk krijgt om te fuseren na de hoofdreeks. Hierbij vormt een schil van waterstoffusie om de kern heen, waardoor de buitenste sterlagen uitzetten en daardoor afkoelen. Deze evolutionaire stap, als sterren zo van de hoofdreeks afgaan, staat bekend als de subreuzentak; het is een relatieve korte periode en valt op als een gat, het Hertzsprung gat, omdat er weinig sterren tijdens deze fase te vinden zijn.
Wanneer de heliumkern van sterren van lagere massa in een ontaarde toestand raakt, of de buitenste lagen van sterren van gemiddelde massa voldoende afkoelen om ondoorzichtig te zijn, zal de waterstofschil in temperatuur stijgen waardoor de sterren toe gaan nemen in lichtkracht. Dit noemt men de rode reuzentak; het is een relatief langdurige evolutiefase van een ster en deze is duidelijk zichtbaar in HR-diagrammen. Uiteindelijk belanden deze sterren in een planetaire nevel fase en transformeren ze tot een witte dwerg. Als een ster helium gaat fuseren betekent dat het einde van de rode reuzentak.
De meest massieve sterren, de superreuzen, worden geen rode reus; in plaats daarvan wordt de sterkern zo snel heet genoeg om helium te fuseren (op 100 miljoen kelvin) dat men niet spreekt van een rode reuzentak. Daarna volgen nog zwaardere elementen voor kernfusie in de kern. Deze sterren volgen een nagenoeg horizontale evolutionaire weg vanaf de hoofdreeks langs de bovenkant van het HR-diagram. Superreuzen zijn relatief zeldzaam en zijn nauwelijks aanwezig op de meeste HR-diagrammen. Hun sterkern zal uiteindelijk imploderen wat meestal tot een supernova leidt en er een neutronenster of stellair zwart gat achterblijft.